# Sal Snijder
Salomon Hartog (Sal) Snijder (Amsterdam, 24 juli 1898 – Amsterdam, 3 september 1950) was een Nederlands violist.
Hij was zoon van het Zeeuwse echtpaar Naatje Kunstenaar en Leendert Mozes Salomon Snijder. Zelf trouwde hij in 1926 met Henriëtte Rodrigues.
Snijder kreeg zijn opleiding aan het Conservatorium van Amsterdam, aldus een door hem geplaatste advertentie als leraar viool gevestigd in de Utrechtsetraat. Hij gaf er wel les aan Nap de Klijn.
Sal Snijder was tussen 1 september 1917 en 3 september 1950 violist binnen de groep tweede violen binnen het Concertgebouworkest. Vanuit genoemd orkest nam hij ook zitting in de “Hollandsche Kamermuziekvereeniging”.
De periode bij genoemd orkest werd onderbroken tijdens Tweede Wereldoorlog. Op last van het Nazi-regime moest het orkest Joodse musici ontslaan; hun laatste bijdrage was op 1 september 1941. Snijder nam vervolgens plaats in het Joodsch Symphonie Orkest, dat maar een kort bestaan had. Voormalige orkestleden werd vervolgens enigszins beschermd door het Plan-Frederiks en Snijder werd geplaatst in De Schaffelaar aan de Stationsstraat 2 in Barneveld. Die bescherming duurde ook kort en de groep met orkestmusici werd gedeporteerd naar Kamp Westerbork en later naar Theresienstadt. Snijder overleefde dat, werd vermoedelijk al in februari 1945 vrijgekocht en werd via Zwitserland gerepatrieerd. Hij pakte zijn loopbaan in het orkest weer op.
Hij overleed, nog steeds orkestlid, na een lang ziekbed. Bij de opening van het concertseizoen 1950-1951 stond het orkest even stil bij zijn overlijden. De “jonge” dirigent Leonard Bernstein opende daartoe met het Air van Johann Sebastian Bach.
In 2020 werd zijn naam opgenomen in het Gedenkteken Joodse Musici in het Concertgebouw; een postuum eerbetoon van het orkest aan de tijdens de arisering ontslagen orkestleden. Al in 1920 legde tekenaar Henry Major hem vast in een karikatuur.